# CAN☆キャンえぶりでい
『CAN☆キャンえぶりでい』は、ひすゎしによる日本の漫画。

## 概要
鳥山明のアシスタントを務めたひすゎしの初の連載作品である。
集英社『フレッシュジャンプ』1982年12月号に読み切り作品として掲載された後、『週刊少年ジャンプ』1983年15号から26号にかけて連載。その後『フレッシュジャンプ』1983年9月号から1985年5月号にかけて連載された。
作者がプロレス好きということもあり、連載当時の新日本プロレスリングで活躍していたプロレスラーをモデルとしたキャラクターが数多く登場する。

## あらすじ
高校生のミツルはある日曜日に街でキャンという美少女に出会う。キャンは魔界から来た魔女で、ミツルの願いを一つだけかなえてくれるという。ミツルはさんざん悩んだあげく、キャンに人間界に残ってほしいと頼んだ。キャンはその願いに応えて人間界で暮らすことになった。

## 登場人物

### 主要登場人物
キャン
主人公兼ヒロイン。魔界から来た魔女で、美少女。奇妙な日本語を話す。魔法の勉強のために人間界にやってきた。不良グループに襲われかけて人間不信に陥るが、ミツルが助けに来てくれたことで人間を好きになる。
伏魔充
通称ミツル。人間側の主人公。街でキャンと出会い、人間界に残るように頼んで一緒に暮らすようになる。キャンと交際しているにもかかわらずに他の女の子に興味を示すほどの女好き。
トーサン
ミツルの父。アメリカ人だが、伏魔春句という日本人のような名前である。マスクド・Hというリングネーム（当初はハルク・トーサン）の覆面レスラーだが、危険な仕事なのでミツルにはレスラーであることを隠していた。妻（ミツルの母）を亡くしており、キャンやキッド先生に魔法で妻に会わせてくれるように頼んだが、その願いはかなわなかった。
モデルはハルク・ホーガン。
サラサ
キャンの妹。キャンのことをネーマと呼ぶ。キャンを追って人間界にやって来た。ふだんはおとなしいが、怒ると手がつけられなくなる。スカーフを棒の形にして呪文を唱えると魔力を何倍にも増やすことができる。

### 魔界
キッド先生
魔界でのキャンの魔法の先生。キャンを魔法の勉強のために人間界に行かせたものの当初はキャンが人間界に残ることには反対しており、キャンを連れ戻しに人間界にやって来たが、結局人間界に残ることを認めた。
モデルはダイナマイト・キッド。
チカナ
魔界でのキャンの友達。人間界にやって来た際にキャンに会い、キャンがミツルと仲良くしていることに対抗意識を持ってミツルを奪おうとしたが、結局二人の仲を認めた。

### 人間界
吉田
ミツルのクラスメートで親友。長州力子（リングネーム）という女子プロレスラーの姉がいる。
モデルは長州力。
前田
ミツルのクラスメート。大阪弁を話す。
モデルは前田日明。